# Fernando José Simões da Cruz Ferreira
Fernando Simões da Cruz Ferreira (Moçâmedes, 9 de setembro de 1912 - Lisboa 25 de novembro de 1977) foi um médico, investigador e professor catedrático de patologia, infectologia e medicina tropical, bem como bicampeão nacional de esgrima pelo Sporting Clube de Portugal.
Para além de lecionar, foi diretor e um dos reformadores do Instituto de Higiene e Medicina Tropical do Hospital Egas Moniz, onde detém atualmente uma estátua em sua memória.

## Biografia
Filho de Manuel d’ Almeida da Cruz Ferreira e Maria Clementina Simões de Almeida, cedo veio para Lisboa, onde frequentou o Colégio Militar e estudou Medicina, aí vindo também a exercer e lecionar. Interessado na especialidade de doenças tropicais, concluiu em 1940 e 1941 respectivamente os cursos de Medicina Tropical e de Hidrologia e Climatologia, sendo depois mobilizado para Cabo Verde, onde além das suas funções como Chefe de Serviços da Clínica Médica do Hospital Militar, se dedicou também à investigação científica, onde se distinguiu obtendo o prémio de Medicina Tropical, instituído nesse ano. 
Fernando da Cruz Ferreira tornou-se esgrimista profissional, sagrando-se campeão nacional de sabre individual, pelo Sporting Clube de Portugal, nos anos consecutivos de 1935 e 1936. Porém, cedo abdicou desta modalidade para se dedicar à carreira académica.
Em 1945 e já assistente daquele Instituto foi nomeado Chefe da Missão de Estudo e Combate à Doença do Sono na Guiné, serviços que organizou e dirigiu até 1951, tendo entretanto prestado provas para Professor Auxiliar em 1946 e para Professor Catedrático da Cadeira de Patologia e Clínica Tropical do mesmo Instituto, cargo que ocupava ainda a par de Coordenador do Curso do quinto ano para alunos da Faculdade de Medicina de Lisboa. 
Para além das suas qualidades científicas e pedagógicas, foi um servidor da causa da Medicina Tropical em África, tendo após a sua morte deixado um trabalho de culto reconhecido no meio nacional e internacional. Em 1951, a convite da Organização Mundial de Saúde, fez parte do Quadro de Técnicos para as doenças parasitárias tendo organizado e dirigido os Serviços de Combate às Treponématoses na Libéria (1953-1954) e na Nigéria (1954-1955). De 1956 a 1958 desempenhou o cargo de Conselheiro Médico do Bureau Regional Africano da O.M.S.
Entre trabalhos e relatórios de investigação e de divulgação científica conta 264 publicações entre as quais dois livros didáticos: "Clinica das Doenças Tropicais" e "Epidemiologia e Profilaxia das Doenças Tropicais". Em 1958 retomou o seu cargo de Professor Catedrático do Instituto de Medicina Tropical, tendo sido então nomeado vogal da Comissão de Higiene e Saúde do Ultramar. Foi ainda representante do Ministério do Ultramar na segunda Conferência Mundial do Ensino Médico (Chicago, 1959) e representante do Instituto de Medicina Tropical na segunda Reunião do Bureau Internacional de Documentação de Medicina e Farmácia Militares (Paris, 1959). Em 1960 chefiou a Delegação Portuguesa na oitava Reunião do Comité Internacional de Investigação sobre Treponématoses e durante esse ano foi ainda encarregado de um Curso na Escola Médico-cirúrgica de Goa e chefiou a Delegação Portuguesa na sexta Conferência Médica do Paquistão, realizada em Karachi.
Em 1963 fez parte da Delegação Portuguesa ao sétimo Congresso de Medicina Tropical de Malária no Brasil, seguindo no ano seguinte para Timor como Chefe da Missão Cultural Universitária a esse território onde teve a seu cargo a Organização da Brigada Itinerante de estudo e combate às endemias que aí grassavam. 
Em 1968 foi nomeado em Comissão de Serviço como Professor Catedrático do Curso Médico-cirúrgico da Universidade de Luanda, desempenhando cumulativamente as funções de Director do Hospital Universitário desta cidade.  
Regressado à metrópole continuou a sua actividade pedagógica e na altura da sua morte era responsável pela coordenação do Curso de Medicina do Hospital Egas Moniz fazendo parte da Comissão Instaladora da Faculdade de Ciências Médicas de Lisboa. No dia 20 de Janeiro de 1978, foi em sua homenagem e reconhecimento dos seus méritos colocada pelos seus alunos e colegas uma placa com o seu nome numa das paredes da entrada principal do Hospital Egas Moniz. 
Era cidadão honorário de Bissau. Foi presidente dos Rotários de Portugal em 1968 e no ano da sua morte, em 1977, era Presidente da Associação dos Antigos Alunos do Colégio Militar e presidente do Autoclube Médico Português. 
Fernando da Cruz Ferreira morreu no Hospital Egas Moniz (Instituto de Medicina Tropical), com 65 anos, vítima de um acidente vascular cerebral.
O seu irmão, José Alberto Simões da Cruz Ferreira, licenciado em Engenharia Eletrotécnica em Grenoble e Toulouse, foi Presidente do Conselho de Administração dos Portos, Caminhos de Ferro e Transportes Aéreos de Angola e Moçambique.

## Obras
- Anofelismo e sezonismo em S. Vicente de Cabo Verde (1945)
- A campanha contra ancilostomiase na Ilha de Bissau: trabalhos da missão de estudo e combate da doença do sono na Guiné portuguesa (Lisboa, Instituto de Medicina Tropical, 1947)
- As tripanosomiases nos territórios africanos portugueses (1948)
- Algumas perspectivas do problema da nutrição entre as tribos africanas consumidoras do arroz (Lisboa, Instituto de Medicina Tropical, 1950)
- A Guiné: suas características e alguns problemas (Lisboa, Instituto de Medicina Tropical, Dezembro de 1950)
- História da doença do sono na Guiné portuguesa: período de 1842 a 1900 (Lisboa, Instituto de Medicina Tropical, Janeiro 1960)
- História da doença do sono na Guiné portuguesa: período de 1901 a 1926 (Lisboa, Instituto de Medicina Tropical, Abril 1960)
- História da doença do sono na Guiné portuguesa: período de 1927 a 1932 (Lisboa, Instituto de Medicina Tropical, 1961)
- História da doença do sono na Guiné portuguesa: período de 1933 a 1946 (Lisboa, Instituto de Medicina Tropical, 1961)
- História da doença do sono na Guiné portuguesa: período 1947 a 1956 (Lisboa, Instituto de Medicina Tropical, 1961)
- Epidemiologia e profilaxia das doenças infecciosas e parasitárias (Lisboa, Instituto de Medicina Tropical, 1961)
- Mobilidade dum corpo expedicionário em Cabo Verde (1961)
- Aspectos clínicos da carência proteica (1966)
- A universidade e a crise mundial do ensino (Lisboa, Instituto de Medicina Tropical, 1969)
- Epidemiologia e profilaxia das doenças infecciosas e parasitárias (1973)